# Federació Socialista Asturiana
La Federació Socialista Asturiana (FSA-PSOE) és una organització política de caràcter socialdemòcrata que constituïx la federació asturiana del Partit Socialista Obrer Espanyol. Després de la creació del PSOE el 2 de maig de 1879, s'aniran organitzant grups socialistes a les principals localitats asturianes. D'aquesta manera sorgeix en 1891 l'agrupació local de Gijón a la qual segueix la d'Oviedo en 1892 i les de Mieres i Sama (Llangréu) en 1897. Entre els anys 1899 i 1901 el socialisme arrela a Astúries i finalment el 27 de gener de 1901 se celebra en el Centre Obrer d'Oviedo el Congrés fundacional de la Federació Socialista Asturiana del Partit Socialista Obrer Espanyol (FSA-PSOE). Manuel Vigil Montoto és elegit president del primer Comitè Provincial.
El 1934, la FSA va formar part de l'Aliança Obrera formalitzada en la UHP i va estar d'acord amb el pacte subscrit entre el sindicat socialista UGT i la Confederació Regional del Treball d'Astúries, Lleó i Palència de l'organització anarcosindicalista CNT. La UHP —a la qual se li anirien sumant després altres organitzacions obreres— va tenir una importància significativa en la Revolució de 1934. Durant la guerra civil el socialista Belarmino Tomás presidirà el Consell Interprovincial d'Astúries i Lleó, transformat després en Consell Sobirà d'Astúries i Lleó.
Després del franquisme i amb l'adveniment de la democràcia, la FSA recobra el protagonisme. En aquesta època Felipe González farà un míting en l'estadi El Molinón de Gijón al que assisteixen 25.000 persones. La FSA consegurirá arribar a la Presidència del Principat en 1983 amb Pedro de Silva Cienfuegos-Jovellanos. En 1991 li succeí Juan Luis Rodríguez-Vigil, qui després de presentar la dimissió per l'escàndol del Petromocho serà substituït per Antonio Trevín Lombán el 1993. Després d'una legislatura en l'oposició, la FSA aconsegueix en 1999 de la mà de Vicente Álvarez Areces accedir de nou al govern autonòmic.

## Resultats electorals

### Eleccions autonòmiques
| Junta General del Principat d'Astúries |                           |         |        |    |         |     |                    |
| Any                                    | Líder                     | Vots    | %      | #  | Escons  | +/– | Govern             |
| 1983                                   | Pedro de Silva            | 293,320 | 51.96% | 1r | 26 / 45 | —   | Majoria            |
| 1987                                   | Pedro de Silva            | 222,326 | 38.85% | 1r | 20 / 45 | 6   | Majoria            |
| 1991                                   | Juan Luis Rodríguez-Vigil | 218,193 | 41.02% | 1r | 21 / 45 | 1   | Majoria            |
| 1995                                   | Antonio Trevín            | 219,527 | 33.83% | 2n | 17 / 45 | 4   | Oposició           |
| 1999                                   | Vicente Álvarez Areces    | 284,972 | 46.00% | 1r | 24 / 45 | 7   | Majoria            |
| 2003                                   | Vicente Álvarez Areces    | 250,474 | 40.48% | 1r | 22 / 45 | 2   | Coalició           |
| 2007                                   | Vicente Álvarez Areces    | 252,201 | 42.04% | 1r | 21 / 45 | 1   | Majoria (2007–08)  |
| 2007                                   | Vicente Álvarez Areces    | 252,201 | 42.04% | 1r | 21 / 45 | 1   | Coalició (2008–11) |
| 2011                                   | Javier Fernández          | 179,619 | 29.92% | 1r | 15 / 45 | 6   | Oposició           |
| 2012                                   | Javier Fernández          | 161,159 | 32.10% | 1r | 17 / 45 | 2   | Majoria            |
| 2015                                   | Javier Fernández          | 143,851 | 26.48% | 1r | 14 / 45 | 3   | Majoria            |
| 2019                                   | Adrián Barbón             | 187,462 | 35.26% | 1r | 20 / 45 | 6   | Majoria            |
| 2023                                   | Adrián Barbón             | 195,999 | 36.50% | 1r | 19 / 45 | 1   | Majoria            |

### Corts Generals
| Any       | Asturies | Asturies | Asturies | Asturies | Asturies | Asturies | Asturies |
| Any       | Congrés  | Congrés  | Congrés  | Congrés  | Congrés  | Senat    | Senat    |
| Any       | Vots     | %        | #        | Diputats | +/–      | Senadors | +/–      |
| --------- | -------- | -------- | -------- | -------- | -------- | -------- | -------- |
| 1977      | 182,850  | 31.74%   | 1r       | 4 / 10   | —        | 1 / 4    | —        |
| 1979      | 200,346  | 37.28%   | 1r       | 4 / 10   | =        | 3 / 4    | 2        |
| 1982      | 339,575  | 52.13%   | 1r       | 6 / 10   | 2        | 3 / 4    | =        |
| 1986      | 278,946  | 45.99%   | 1r       | 5 / 9    | 1        | 3 / 4    | =        |
| 1989      | 248,584  | 40.56%   | 1r       | 4 / 9    | 1        | 3 / 4    | =        |
| 1993      | 271,877  | 39.32%   | 1r       | 4 / 9    | =        | 3 / 4    | =        |
| 1996      | 288,558  | 39.85%   | 2n       | 4 / 9    | =        | 1 / 4    | 2        |
| 2000      | 241,830  | 37.02%   | 2n       | 3 / 9    | 1        | 1 / 4    | =        |
| 2004      | 305,240  | 43.38%   | 2n       | 4 / 8    | 1        | 1 / 4    | =        |
| 2008      | 326,477  | 46.93%   | 1r       | 4 / 8    | =        | 3 / 4    | 2        |
| 2011      | 185,526  | 29.34%   | 2n       | 3 / 8    | 1        | 1 / 4    | 2        |
| 2015      | 145,113  | 23.29%   | 2n       | 2 / 8    | 1        | 1 / 4    | =        |
| 2016      | 147,920  | 24.87%   | 2n       | 2 / 8    | =        | 1 / 4    | =        |
| 2019 (I)  | 207,586  | 33.13%   | 1r       | 3 / 7    | 1        | 3 / 4    | 2        |
| 2019 (II) | 186,211  | 33.27%   | 1r       | 3 / 7    | =        | 3 / 4    | =        |
| 2023      | 205,049  | 34.34%   | 2n       | 2 / 8    | 1        | 1 / 4    | 2        |

#### Eleccions municipals
| Any  | Vots    | Vots    | Regidors  |
| ---- | ------- | ------- | --------- |
| 2007 | 234.562 | 39.72 % | 444 / 948 |
| 2011 | 178.896 | 29.87 % | 382 / 946 |
| 2015 | 149.209 | 27.52 % | 399 / 942 |
| 2019 | 187.555 | 35.31 % | 437 / 928 |
| 2023 | 170.767 | 32.08 % | 395 / 922 |

### Eleccions europees
| Any  | Asturias | Asturias | Asturias |
| Any  | Vots     | %        | #        |
| ---- | -------- | -------- | -------- |
| 1987 | 244,323  | 42.43    | 1r       |
| 1989 | 197,650  | 41.48    | 1r       |
| 1994 | 173,986  | 32.07    | 2n       |
| 1999 | 256,497  | 41.52    | 1r       |
| 2004 | 204,889  | 46.39    | 1r       |
| 2009 | 189,783  | 44.05    | 1r       |
| 2014 | 99,000   | 26.08    | 1r       |
| 2019 | 201,642  | 38.58    | 1r       |
| 2024 | 149,818  | 35.05    | 2n       |